# 井川城 (松本市)
井川城（いがわじょう）は、長野県松本市の市街地にある地名。現行行政地名は井川城1丁目から井川城3丁目。住居表示実施済み。郵便番号は390-0831。

## 概要
井川城（国の史跡・「小笠原氏城跡 井川城跡・林城跡」の一つ）の跡地。
アルピコ交通本社がある。平成30年に中条より移転し中条保育園から改称した井川城保育園がある。住宅地だが田畑も少しある。マンションは多く東側に田川がある。小河川の穴田川と頭無川が流れる。2丁目では区画整理が行われて住宅が増えた。合併前の松本市の人口重心は井川城であったが、松本市は小規模な自治体と合併したため現在もその位置はあまり変わっていない。
鎌倉時代、井川と呼ばれていたこの地に信濃国守護の小笠原氏が入り、守護館を建て、周辺には屋敷や町、社寺が整備された。もともとの地名である井川の由来は、この地に川や小川が多いためである
。
江戸時代は小島村と呼ばれた。俗地名に古城、中小屋、下ノ丁、中ノ丁、砂田などがある。
井川城館の跡は田んぼとなっており当時の面影はほとんどない。

## 歴史
- 1985年2月12日 - 1〜3丁目の住居表示実施。

## 世帯数と人口
2018年（平成30年）10月1日現在の世帯数と人口は以下の通りである。
| 丁目        | 世帯数    | 人口    |
| ----------- | --------- | ------- |
| 井川城1丁目 | 286世帯   | 614人   |
| 井川城2丁目 | 764世帯   | 1,827人 |
| 井川城3丁目 | 746世帯   | 1,584人 |
| 計          | 1,796世帯 | 4,025人 |

## 史跡
- 井川城跡（国の史跡「小笠原氏城跡 井川城跡・林城」）